# Lasiocercis ciliata
Lasiocercis ciliata là một loài bọ cánh cứng trong họ Cerambycidae.